# Condado de Boyle
El condado de Boyle (en inglés: Boyle County) es una subdivisión administrativa del estado de Kentucky, Estados Unidos. Según el censo de 2020, tiene una población de 30 614 habitantes.
Forma parte del área micropolitana de Danville. La sede de condado es Danville. El condado fue fundado en 1842 y fue nombrado en honor a John Boyle, quien fue juez federal y representante de Kentucky.

## Geografía
Según la Oficina del Censo, el condado tiene un área total de 473 km², de la cual 467 km² es tierra y 6 km² es agua.

### Condados adyacentes
- Condado de Mercer (norte)
- Condado de Garrard (este)
- Condado de Lincoln (sureste)
- Condado de Casey (sur)
- Condado de Marion (suroeste)
- Condado de Washington (noroeste)

## Autopistas importantes
- U.S. Route 68
- U.S. Route 127
- U.S. Route 150
- Ruta Estatal de Kentucky 33
- Ruta Estatal de Kentucky 34
- Ruta Estatal de Kentucky 37
- Ruta Estatal de Kentucky 52
- Ruta Estatal de Kentucky 300

## Demografía

### Censo de 2000
En el censo de 2000, hubo 27.697 personas, 10.574 hogares y 7.348 familias en el condado. La densidad poblacional era de 152 personas por milla cuadrada (59/km²). En el 2000 había 11.418 unidades habitacionales, en una densidad de 63 por milla cuadrada (24/km²). La demografía del condado era de 87,77% blancos, 9,68% afroamericanos, 0,19% amerindios, 0,56% asiáticos, 0,03% isleños del Pacífico, 0,65% de otras razas y 1,12% de dos o más razas. 1,44% de la población era de origen hispano o latino de cualquier raza. 
La renta promedio para un hogar del condado era de $35.241 y el ingreso promedio para una familia era de $42.699. En 2000 los hombres tenían un ingreso medio de $33.411 versus $23.635 para las mujeres. La renta per cápita para el condado era de $18.288 y el 11,90% de la población estaba bajo el umbral de pobreza nacional.

### Censo de 2020
Según el censo de 2020, hay 30.614 personas, 11.746 hogares y 5.161 familias en el condado. La densidad poblacional es de 66 hab./km². Hay 12.929 unidades habitacionales, en una densidad de 28 por kilómetro cuadrado. El 82,85% de la población son blancos, el 7,17% son afroamericanos, el 0,20% son amerindios, el 1,18% son asiáticos, el 0,01% son isleños del Pacífico, el 2,02% son de otras razas y el 6,57% son de una mezcla de razas. Del total de la población, el 4,87% son hispanos o latinos de cualquier raza.

## Ciudades y pueblos
- Danville
- Forkland
- Junction City
- Parksville
- Perryville